# Evangelisches Schulzentrum Michelbach
Das Evangelische Schulzentrum Michelbach (ESZM) in Michelbach an der Bilz ist neben dem Lichtensterngymnasium in Sachsenheim und dem Firstwaldgymnasium in Mössingen eine der drei Schulen der Schulstiftung der Evangelischen Landeskirche und besteht aus Realschule, Aufbaugymnasium G9 und Gymnasium G8 mit Internat. Es wird ein Schulgeld zwischen 580 Euro und 1450 Euro monatlich erhoben (Internat), die Ganztagesschule liegt bei maximal 254 €.

## Geschichte
Das Schulzentrum befindet sich im ab 1609 erbauten Schloss Michelbach an der Bilz. Wilhelm Schenk von Limpurg hatte es für Dorothea Gräfin zu Hohenlohe-Langenburg bauen lassen, nachdem er die Witwe geheiratet hatte. Die Gräfin verstarb aber 1631 ohne das Anwesen je bewohnt zu haben. Das Hauptgebäude blieb über Jahrhunderte unbewohnt und wurde zu landwirtschaftlichen Zwecken genutzt, im angebauten Kleinen Schloss befanden sich Amts- und Wohnräume des Försters und zeitweise auch die Wohnung einer Gräfin von Löwenstein. Im frühen 20. Jahrhundert überlegte man den Verkauf des Anwesens auf Abriss.
1926 gründete der Reformpädagoge Ludwig Wunder (1878–1949) im Schloss ein Landerziehungsheim und zog dort mit ersten Schülern ein. Zu den Pachtauflagen gehörte die Wiederherstellung des Gebäudes binnen neun Jahren, was erstaunlicherweise in der Hälfte der Zeit gelang. 1935 übernahm die Evangelische Kirche in Württemberg den Pachtvertrag. 1946 errichtete die Evangelische Kirche in Württemberg im Gebäude eine kirchliche Lehrerbildungsanstalt mit Pfarrer Stockburger als erstem Schulleiter. Ab 1951 wurde die Ausbildungseinschränkung auf den Lehrerberuf fallen gelassen. Seit 1953 ist die Schule ein Aufbaugymnasium.
Am 15. Juli 2012 gestaltete das ESM einen evangelischen Fernsehgottesdienst unter dem Titel „Geh mit dem Rückenwind der Liebe“.
Am 9. November 2016 ging die Schule eine Kooperation mit den Schwäbisch Hall Unicorns ein. Seit dem Schuljahr 2017 bekommen Schüler, die sich für die Academy gemeldet haben, neben dem normalen Unterricht auch montags, mittwochs und donnerstags Football-Training.

## Schularten
Die Schule besteht aus Realschule und Gymnasium. Das Aufbaugymnasium (G9) beginnt mit Klassen 8 oder 11. An vier Tagen die Woche ist es eine Ganztagesschule. An die Schule ist ein Internat angeschlossen.

## Pädagogisches Konzept
Das Konzept beinhaltet selbständiges Lernen und Arbeiten mit Freiarbeit, Themenunterricht und Projektarbeit.

## Profilfächer
Die Schule hat die Profilfächer Musik, Diakonie, NaTuR (Naturwissenschaft, Technik und Religion), jeweils mit hohen praktischen Anteilen.

### Diakonie
Seit 1996 wird ab Klasse 9 das Fach Diakonie als Kernfach unterrichtet. Damit ist die Schule deutschlandweiter Vorreiter in der Umsetzung diakonisch-sozialen Lernens. In der 11. Klasse gibt es ein verpflichtendes Diakoniepraktikum.

### Musik
Die Klassen 5 bis 7 haben einen Schwerpunkt in der musikalischen Bildung. Dieser wird als Profilfach bis zum Schulende fortgesetzt. Es gibt für jeden Einzelinstrumentalunterricht.

### Natur, Technik und Religion
Hier handelt es sich um fachübergreifenden Unterricht, der das Gespräch zwischen den Naturwissenschaften und der Theologie sucht. Neben fachpraktischen Inhalten (Vermessungspraktikum, naturtechnische Verfahren, Raketenbau) geht es auch um den Dialog mit der Theologie, sowohl ethisch (dürfen wir alles, was wir können?) wie auch um Deutungen und Wahrheitsansprüche des erworbenen Wissens (Schöpfungslehre und naturwissenschaftliche Weltbilder).

## Internat
Von Beginn der 8. Klasse ist der Internatsaufenthalt möglich. Das Internat wird hauptsächlich von Schülern des Aufbaugymnasiums besucht und hat rund 150 Plätze. Es wird von René Wahl geleitet.

## „Unicorns Academy“
In Zusammenarbeit mit den Schwäbisch Hall Unicorns besteht seit 2016 ein Sportinternat für American Football, welches als „Unicorns Academy“ vermarktet wird. Bestandteil des Konzepts ist eine enge Kooperation zwischen den Unicorns und der Schule und der Head Coach der Einhörner, Jordan Neuman, ist gleichzeitig sportlicher Leiter der Academy.

## Auszeichnungen
- Das ESM erhielt 2003 den mit 5.000 Euro dotierten Barbara-Schadeberg-Preis für seine sozialdiakonische Ausrichtung.[12]
- 2008 erhielt der gemischte Kammerchor der Schule Silber in der Kategorie VI der 6th “Venezia in Musica” & 2nd International Choir Competition in  Lido di Jesolo, Venedig, Italien.[18]
- 2010 wurde Juri de Marco vom Evangelischen Schulzentrum Michelbach mit „Soyez Multicolores“ als einziger Einzelpreisträger zweiter Gewinner des Chanson-Wettbewerbs FrancoMusiques[19]